# James (fiume)
Il James è un fiume degli Stati Uniti che scorre nello Stato della Virginia per una lunghezza di 660 km. Possiede un bacino idrografico di 27.019 km². Lungo il suo corso vive una popolazione di circa 2,5 milioni di abitanti. Esso è uno dei più grandi fiumi degli Stati Uniti d'America a scorrere interamente in un singolo Stato.

## Geografia
Il fiume James nasce dai monti Allegheny vicino ad Iron Gate, alla confluenza dei fiumi Cowpasture e Jackson e sbocca nella baia di Chesapeake ad Hampton Roads. Le maree si estendono ad ovest fino a Richmond, la capitale della Virginia. Esso è navigabile fin quasi alla foce ed è alimentato dai suoi affluenti Appomattox, Chickahominy, Warwick, Pagan, Nansemond ed Elizabeth.

## Storia
I nativi americani chiamarono il fiume James Powhatan River. I coloni inglesi gli diedero il nome del loro re "James" Giacomo I, che diedero anche al primo insediamento permanente costruito sulle sue rive, la colonia di Jamestown, costituita nel 1607.
Le sorgenti del fiume vennero esplorate dai commercianti di pellicce nel tardo XVII secolo.
La navigabilità del fiume giocò un importante ruolo nel commercio dei coloni della prima Virginia e lo sviluppo degli insediamenti verso l'interno. I prodotti coltivati potevano viaggiare lungo il fiume fino al porto di Richmond approdando ad altre città situate lungo il fiume come Lynchburg, Scottsville, Columbia e Buchanan. Vicino a Richmond, molte piantagioni avevano dei piccoli porti privati lungo il fiume, mentre altri porti si trovavano a Warwick, Chesterfield, Bermuda Hundred, City Point, Claremont, Scotland e Smithfield, oltre che la capitale dell'epoca Jamestown.

### Fiume James e canale Kanhawa
Il James fu anche considerato come rotta per il trasporto dei prodotti della valle dell'Ohio. Il fiume collegato al canale Kanawha, costruito a questo scopo, collega il James al fiume Kanawha, un affluente del fiume Ohio. Comunque, prima che il canale venisse completato, alla metà del XIX secolo, una ferrovia si dimostrò il mezzo più adatto per trasportare dette merci.